# Le Zapping
Pour les articles homonymes, voir Zapping.
Le Zapping est une émission de télévision française diffusée sur Canal+ en clair du 2 janvier 1989 au 2 juillet 2016.
Le principe de l’émission est de sélectionner et rediffuser les moments les plus drôles, navrants, émouvants ou les plus étranges des émissions de la veille, toutes chaînes confondues.
En Belgique et au Luxembourg, elle est diffusée sur Be 1 et en France dans Le Grand Journal et Salut les Terriens !.
L'émission est supprimée de la grille de rentrée de septembre 2016 par les dirigeants de Canal+, arguant du fait qu'il y ait « moins d'espace en clair », qu'il n'y avait « pas de sens de faire la promotion des chaînes gratuites sur une chaine cryptée », et enfin que la plupart des autres chaînes proposant elles-mêmes leur version du Zapping, celle-ci se serait banalisée.
En conséquence, les équipes du Zapping sont licenciées de Canal+, mais l'émission renaît sous un autre nom, Vu, dès janvier 2017 sur France 2, avec les mêmes équipes.

## Origine
Conçu par la chaîne Canal+ à l'initiative de son directeur des programmes d'alors, Alain de Greef, sur une idée de Michel Denisot et de Philippe Eckerlé, l'émission est confiée au réalisateur Godwin Djadja pour la réalisation du concept et la mise en place d'une équipe de « zappeurs » (Patrick Menais, Jean-Michel Bensoussan, Pascal Mougeot, Matthieu Lapierre, Roland Torres et Jean-Claude Tria).
Le Zapping apparaît dès janvier 1989. Par la suite, il est réalisé et dirigé par Patrick Menais et une équipe de 12 « zappeurs ».

## Description et historique
Les images les plus marquantes des émissions de télévision de la veille sont diffusées à la suite dans un carré situé sur un fond noir ; le nom de l'émission (et parfois le nom du réalisateur de cette émission) étant inscrit sur un fond gris en dessous des images diffusées, le logo de la chaîne ayant diffusé le programme inscrit à gauche du carré. Sa durée moyenne est de cinq minutes et représente un baromètre de la vie sociale, médiatique et politique. Son originalité tient au fait que, malgré l'absence de commentaires, l'émission n'en est pas moins teintée d'opinion : la sélection des diverses séquences est subjective, et le montage, la manière dont elles s'enchaînent, permet de soutenir une comparaison entre elles, afin par exemple d'en souligner l'absurdité.

Le 27 avril 2009, à la suite de plusieurs réclamations du Conseil Supérieur de l'Audiovisuel sur la présence d'extraits parfois inappropriés pour le jeune public au sein d'une émission tout public, le « générique » du Zapping change, diffusant le message d'avertissement suivant : 

« Le Zapping reflète la télévision, il peut contenir des images non adaptées à un jeune public. »

En 2015, Bruno Donnet observe sur France Inter que « toute l'intelligence du zapping repose sur ce qu'on appelle l'effet Koulechov ».
Alors que Canal+ est dirigé par Vincent Bolloré, l'émission s'en prend à plusieurs reprises à sa direction. Une première fois en octobre 2015 en consacrant la moitié d'une émission à des extraits d'un documentaire sur le Crédit mutuel diffusé par France 3 après avoir été déprogrammé par Canal+. Puis à nouveau le 8 avril 2016, à travers un numéro dont le fil rouge est constitué d'images de l'émission Complément d'enquête diffusée la veille et consacrée à Vincent Bolloré. Le 15 juin 2016, le site Les Jours annonce que l'émission ne sera pas diffusée durant l'été comme c'était le cas depuis 1994, avant que le groupe n'annonce quelques jours plus tard l'arrêt définitif de l'émission à l'issue de la saison 2016. En juillet 2016, Canal+ engage une procédure de licenciement à l’encontre de Patrick Menais, créateur du Zapping.
L'émission est supprimée de la grille de rentrée de septembre 2016 par les dirigeants de Canal+, arguant du fait qu'il y a « moins d'espace en clair », qu'il n'y avait « pas de sens de faire la promotion des chaînes gratuites sur une chaine cryptée », et qu'enfin, la plupart des autres chaînes proposant elles-mêmes leur version du Zapping, elle se serait banalisée.
Le 15 octobre 2016, Le Nouvel Observateur annonce que « France 2 devrait être la nouvelle terre d'accueil du Zapping ». En 2017, France 2 commence effectivement la diffusion d'une émission similaire au Zapping, intitulée Vu et produite par Patrick Menais.

## Diffusion
En France, l'émission est diffusée sur Canal+ du lundi au vendredi, vers 13 h 10 dans La Nouvelle Édition et vers 19 h 40 dans Le Grand Journal, puis le samedi en début de soirée dans Salut les Terriens !
Le soir, il s'agit habituellement d'une rediffusion du Zapping du midi, mais parfois des images de la veille non diffusées peuvent y être ajoutées.
En Belgique et au Luxembourg, l'émission n'est diffusée sur Be 1 qu'à 19 h 40.
En fin d'année, « L'année du Zapping » est diffusée sur Canal+ et Be 1. D'une durée de 4 heures environ, elle montre toutes les images du Zapping de l'année à 20 h 30 en clair, puis à 20 h 55 en crypté.

### Émissions spéciales
- Vers 2000, les 10 ans du Zapping.
- En 2004, le Zapping des 20 ans de Canal+. Grand zapping dédié uniquement aux programmes des chaînes diffusées chaque semaine du 4 novembre (anniversaire de Canal+) entre 1989 et 2004.
- En 2009, les 20 ans du Zapping[10]. Patrick Menais et ses 12 « zappeurs » ont mis deux ans pour rassembler les images les plus marquantes et monter les 4 soirées spéciales de 4 heures chacune.
  - Le lundi 28 septembre 2009 : la période 1989-1993[11].
  - Le dimanche 11 octobre 2009 : La période 1994-1998[12]
  - Le dimanche 15 novembre 2009 : La période 1999-2003[13]
  - Le dimanche 27 décembre 2009 : La période 2004-2008.
- En 2014, le Zapping des 30 ans de Canal+. Grand zapping de 6 heures dédié uniquement aux programmes de Canal+ depuis 1984.

## Émissions dérivées
- La Semaine du Zapping (diffusée avant La Semaine des Guignols) qui relate les meilleurs moments des programmes de la semaine écoulée.
- Une parodie pastiche de l'émission, Le Dézapping du Before, diffusée de 2013 à 2015 sur Canal+.
- Le Zapping de Canal+ a été adapté pour la déclinaison polonaise de la chaîne. Le programme, baptisé Łapu Capu, est diffusé depuis le 2 septembre 1997.
- Vu : émission qui remplace Le Zapping à partir du 16 janvier 2017 sur France 2 puis France 5 et France 3 depuis le 27 août 2018.
- ZapSport 360 : version Sport du Zapping à partir du 31 août 2003 sur Canal+ ensuite Canal+ Sport en 2005 puis InfoSport+ en 2017 et enfin Canal+ Sport 360 en 2022.
- Le Zapping de la Télé à partir du 12 décembre 2016 sur Paris Première (quotidien en Saison 1 puis hebdomadaire dès la Saison 2 en Septembre 2017).

## Commentaire
Acrimed (« Action critique médias ») commente en 2009 : « le Zapping qui est sans doute l’une des rubriques les plus anciennes et les plus mythiques de Canal Plus. Généralement observateur très juste de la télévision, le Zapping n’a pas de fonction dépolitisante. Sa ligne éditoriale, qui se traduit par le choix de l’ordre des séquences sélectionnées, est réellement impertinente. »